# Camuns
Camuns ([kɐˈmʊns]ⓘ) war bis 2002 eine politische Gemeinde im Val Lumnezia im schweizerischen Kanton Graubünden. Camuns bildete 2002 bis 2012 mit Surcasti, Tersnaus und Uors-Peiden die Gemeinde Suraua und ist seit 2013 Teil der Gemeinde Lumnezia.

## Geographie

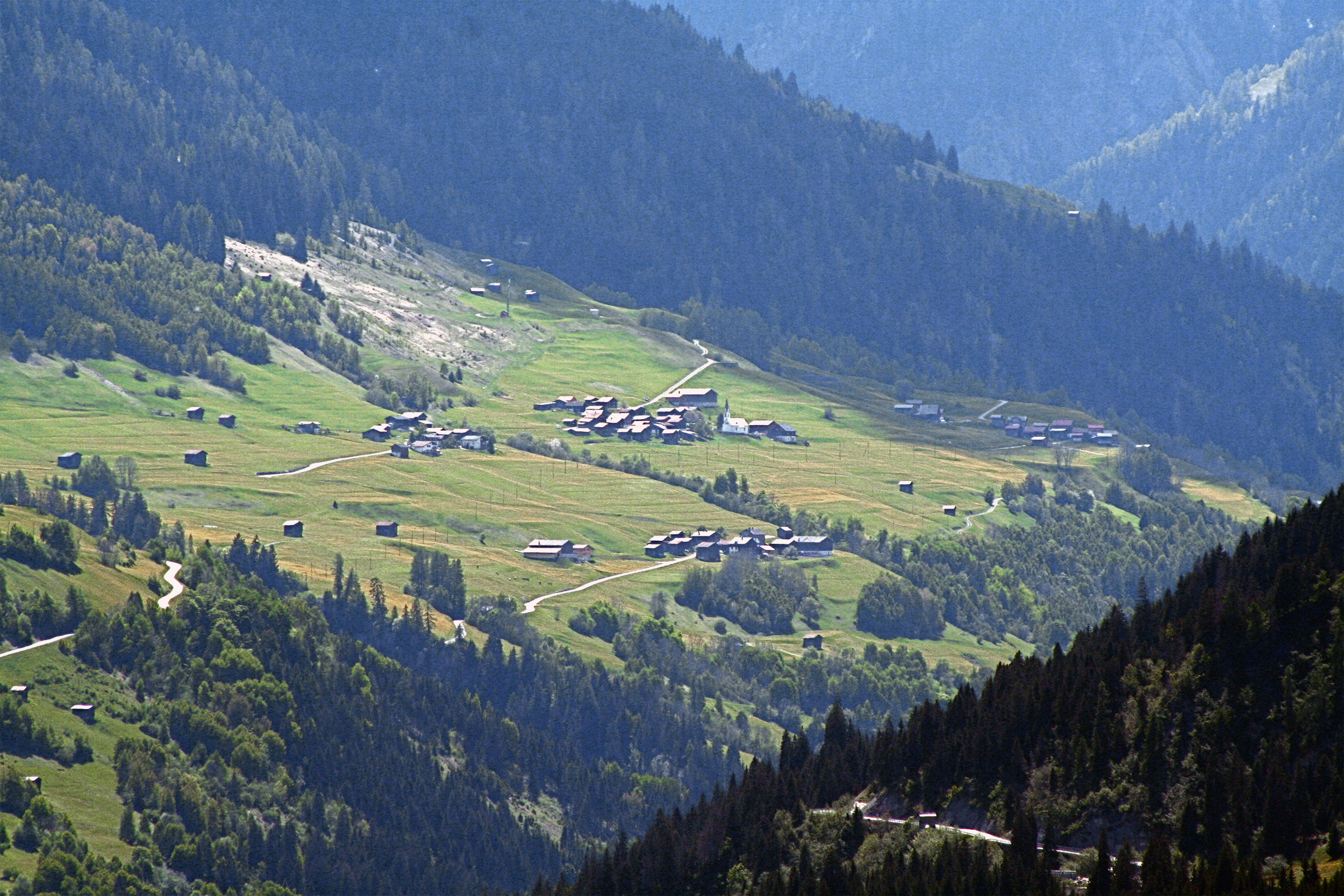
Camuns in der Bildmitte. Rechts davon Runs, links Sutscheins, unten der Weiler Masauns

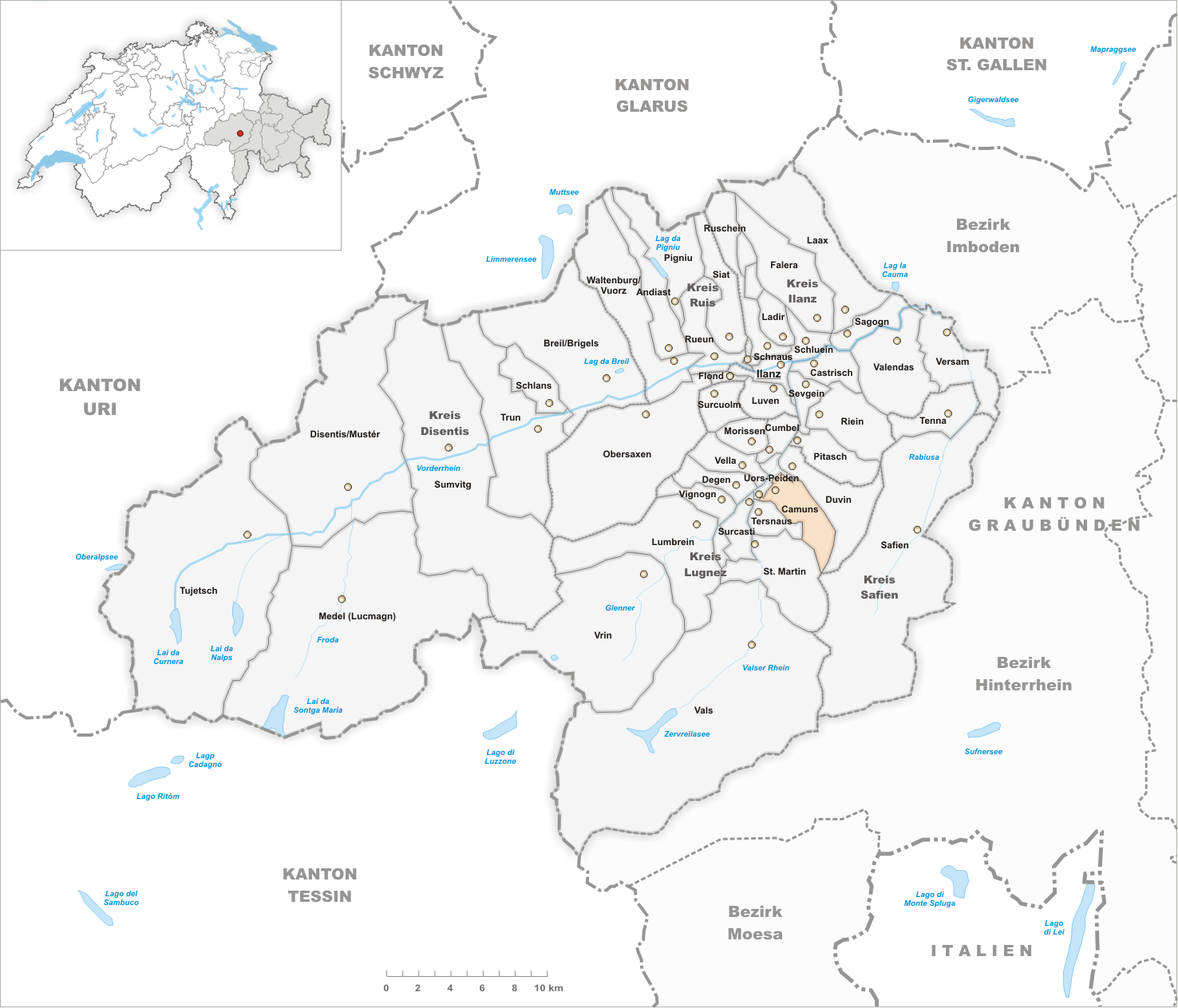
Gemeindestand vor der Fusion am 1. Januar 2002

Das Dorf liegt isoliert zwischen zwei Bachtobeln im Val Lumnezia auf einer Sonnenterrasse hoch über der Talstrasse, die ins Valser Tal führt – rechtsseitig des Talflusses Glenner. Die Zufahrt zum Dorf erfolgt kurz nach Peiden-Bad auf einem Ausläufer des Pala da Tgiern. Das Ortsbild ist geprägt durch eine Aufspaltung in vier getrennte Weiler und eine Maiensässlandschaft, die mit vielen Stallbauten und Landwirtschaftsgebäuden durchsetzt ist.
Die Kleingemeinde am rechtsseitigen Talhang im Val Lumnezia (Lugnez) war in früherer Zeit eine eigene alpine Bauerngemeinde, die selbstständig oder in Verbund mit den Nachbargemeinden vielfältige Strukturprobleme zu lösen hatte.
1999 wurden die bäuerlichen Betriebe und deren stark zersplitterten Landanteile mittels einer Gesamtmelioration modernisiert.
Ab 2002 erfolgte eine regionale und politische Zusammenarbeit zusammen mit Surcasti und Tersnaus in der Fusionsgemeinde Suraua. Vor dieser Fusion bestand die Gemeinde Camuns aus den Weilern Masauns, Sutscheins, Camuns und Runs. Runs gehörte bis 1903 zusammen mit den Weilern Crestas und Caglia zu Uors. Nachbargemeinden waren Uors-Peiden, Duvin, St. Martin und Tersnaus. Camuns ist heute eine Fraktion der fusionierten Talgemeinde Lumnezia, von wo aus sie heute politisch und administrativ verwaltet wird.

## Geschichte
Das Dorf war als Lehen des Bistums Chur im Besitz der Freiherren von Belmont, die ihren Sitz auf der Burg Belmont bei Fidaz hatten. 1371, nach dem Tod des letzten Belmont, übernahmen die Freiherren von Sax-Misox bis 1478 das Gebiet als Lehen. 1538 kaufte sich Camuns von den bischöflichen Rechten los.
Kirchlich gehörte Camuns bis 1528 zu St. Vincenz in Pleif auf der gegenüber liegenden Talseite, dann zu Surcasti. Die Bewohner konnten am 1691 eine eigene Pfarrei errichten, die bis 1921 von Kapuzinern besorgt wurde. Sie waren im Namen der Gegenreformation in ganz Graubünden tätig. Erst 1934 übernahmen Weltgeistliche nach einer Vakanz von 13 Jahren die Pfarrei. Eine erste katholische Pfarrkirche war 1597 erbaut worden. 1697 bis 1701 wurde die heutige noch bestehende Pfarrkirche auf den Grundmauern des Vorgängerbaus neu aufgebaut und wurde 1704 Antonius Abt und dem Evangelisten Johannes geweiht. Die Wand- und Deckengemälde stammen von Johann Jakob Riegg aus dem Jahre 1698. Die nach 1805 abgegangenen Höfe Crestas  und Caglia  gehörten wie Runs  zu Uors, waren aber in Camuns kirchgenössig. 1538 Auskauf der bischöflichen Rechte. Bis 1851 pflegte Camuns eine Nachbarschaft mit Peiden und Cumbel.
Die finanzschwache Bergbauerngemeinde war stark von der Abwanderung betroffen. Seit 1970 führt Camuns eine Schul-, Kultur- und Kultusgemeinschaft mit Uors-Peiden, Tersnaus und Surcasti. Durch die Anbindung der politischen Gemeinde seit 2013 an die Talgemeinde Lumnezia mit Verwaltungssitz in Vella erhofft man sich neue Impulse.
→ siehe auch Abschnitt Geschichte im Artikel Lumnezia

## Bevölkerung
| Bevölkerungsentwicklung | Bevölkerungsentwicklung | Bevölkerungsentwicklung | Bevölkerungsentwicklung | Bevölkerungsentwicklung |
| ----------------------- | ----------------------- | ----------------------- | ----------------------- | ----------------------- |
| Jahr                    | 1850                    | 1941                    | 1990                    | 2000                    |
| Einwohner               | 77                      | 128                     | 45                      | 60                      |

## Besonderes
Vom Berg Pala da Tgiern oberhalb von Camuns geht im Frühjahr häufig nach schneereichen Wintern in der Wildschlucht Val da Camuns eine Lawine nieder. Historisch aufgezeichnet begrub eine solche am 1. März 1730 eine Mutter mit ihrem Kind, ein Haus und einen Stall. Ein Lawinenwarnsystem beobachtet heute die Situation und sichert die Talstrasse von Ilanz nach Vals.
Seit 2017 verbindet eine Fussgänger-Hängebrücke über das Val da Tersnaus Camuns mit dem Nachbardorf Tersnaus.